# 1976–1977-es magyar labdarúgókupa
Az 1976–1977-es magyar labdarúgókupa küzdelmeit a Diósgyőri VTK nyerte.

## Selejtező
I. csoport
| Hely. | Csapat           | M | Gy | D | V | G+ | G– | Gk  | P  | Továbbjutás vagy kiesés |     | VAS | EGER | PÁSZ | MOGY |
| ----- | ---------------- | - | -- | - | - | -- | -- | --- | -- | ----------------------- | --- | --- | ---- | ---- | ---- |
| 1.    | Vasas            | 6 | 5  | 1 | 0 | 39 | 1  | +38 | 11 | Az elődöntőbe jutott    |     | —   | 4–0  | 8–0  | 16–0 |
| 2.    | Egri Dózsa       | 6 | 4  | 1 | 1 | 15 | 11 | +4  | 9  |                         |     | 0–0 | —    | 1–0  | 6–2  |
| 3.    | Pásztói SE       | 5 | 1  | 0 | 4 | 6  | 18 | −12 | 2  |                         | 1–5 | 2–4 | —    | 3–0  |      |
| 4.    | Mogyoródi TSZ SK | 5 | 0  | 0 | 5 | 5  | 35 | −30 | 0  |                         | 0–6 | 3–4 | ?–?  | —    |      |

II. csoport
| Hely. | Csapat           | M | Gy | D | V | G+ | G– | Gk  | P  | Továbbjutás vagy kiesés |     | ÚJP | ÉPÍ | KART | APAR |
| ----- | ---------------- | - | -- | - | - | -- | -- | --- | -- | ----------------------- | --- | --- | --- | ---- | ---- |
| 1.    | Újpesti Dózsa    | 6 | 6  | 0 | 0 | 43 | 0  | +43 | 12 | Az elődöntőbe jutott    |     | —   | 7–0 | 6–0  | 15–0 |
| 2.    | Bp. Építők       | 6 | 4  | 0 | 2 | 13 | 18 | −5  | 8  |                         |     | 0–6 | —   | 4–2  | 3–1  |
| 3.    | Kartali MEDOSZ   | 6 | 2  | 0 | 4 | 9  | 18 | −9  | 4  |                         | 0–3 | 0–2 | —   | 4–1  |      |
| 4.    | Aparhanti TSZ SK | 6 | 0  | 0 | 6 | 6  | 35 | −29 | 0  |                         | 0–6 | 2–4 | 2–3 | —    |      |

III. csoport
| Hely. | Csapat             | M | Gy | D | V | G+ | G– | Gk | P | Továbbjutás vagy kiesés |     | CSEP | VOL | BVSC | KUN |
| ----- | ------------------ | - | -- | - | - | -- | -- | -- | - | ----------------------- | --- | ---- | --- | ---- | --- |
| 1.    | Csepel SC          | 6 | 4  | 1 | 1 | 10 | 5  | +5 | 9 | Az elődöntőbe jutott    |     | —    | 4–2 | 2–0  | 2–0 |
| 2.    | Volán SC           | 6 | 2  | 3 | 1 | 10 | 9  | +1 | 7 |                         |     | 2–0  | —   | 2–1  | 2–2 |
| 3.    | BVSC               | 6 | 2  | 2 | 2 | 9  | 9  | 0  | 6 |                         | 1–1 | 1–1  | —   | 4–2  |     |
| 4.    | Honvéd Kun Béla SE | 6 | 0  | 2 | 4 | 6  | 12 | −6 | 2 |                         | 0–1 | 1–1  | 1–2 | —    |     |

IV. csoport
| Hely. | Csapat           | M | Gy | D | V | G+ | G– | Gk  | P | Továbbjutás vagy kiesés |     | DOR | BMTE | PAPP | Ganz |
| ----- | ---------------- | - | -- | - | - | -- | -- | --- | - | ----------------------- | --- | --- | ---- | ---- | ---- |
| 1.    | Dorog            | 6 | 4  | 1 | 1 | 18 | 6  | +12 | 9 | Az elődöntőbe jutott    |     | —   | 1–3  | 7–0  | 4–0  |
| 2.    | Budafoki MTE     | 6 | 4  | 1 | 1 | 18 | 9  | +9  | 9 |                         |     | 1–2 | —    | 6–1  | 3–1  |
| 3.    | Honvéd Papp J SE | 6 | 1  | 2 | 3 | 5  | 20 | −15 | 4 |                         | 0–0 | 2–2 | —    | 1–5  |      |
| 4.    | Ganz-MÁVAG       | 6 | 1  | 0 | 5 | 10 | 16 | −6  | 2 |                         | 2–4 | 2–3 | 0–1  | —    |      |

V. csoport
| Hely. | Csapat             | M | Gy | D | V | G+ | G– | Gk  | P  | Továbbjutás vagy kiesés |     | TBSC | KOM | ORO | KKFSE |
| ----- | ------------------ | - | -- | - | - | -- | -- | --- | -- | ----------------------- | --- | ---- | --- | --- | ----- |
| 1.    | Tatabányai Bányász | 6 | 6  | 0 | 0 | 23 | 2  | +21 | 12 | Az elődöntőbe jutott    |     | —    | 2–0 | 7–1 | 5–0   |
| 2.    | KOMÉP              | 6 | 2  | 2 | 2 | 8  | 11 | −3  | 6  |                         |     | 1–5  | —   | 1–1 | 2–1   |
| 3.    | Oroszlányi Bányász | 6 | 0  | 3 | 3 | 7  | 16 | −9  | 3  |                         | 0–1 | 2–2  | —   | 1–1 |       |
| 4.    | Kossuth KFSE       | 6 | 1  | 1 | 4 | 6  | 15 | −9  | 3  |                         | 0–3 | 0–2  | 4–2 | —   |       |

VI. csoport
| Hely. | Csapat                      | M | Gy | D | V | G+ | G– | Gk  | P | Továbbjutás vagy kiesés |     | BÉK | SZOL | GYUL | SZVSE |
| ----- | --------------------------- | - | -- | - | - | -- | -- | --- | - | ----------------------- | --- | --- | ---- | ---- | ----- |
| 1.    | Békéscsabai Előre Spartacus | 6 | 4  | 1 | 1 | 13 | 3  | +10 | 9 | Az elődöntőbe jutott    |     | —   | 0–1  | 2–1  | 3–1   |
| 2.    | Szolnoki MÁV                | 6 | 3  | 1 | 2 | 12 | 4  | +8  | 7 |                         |     | 0–0 | —    | 2–1  | 8–0   |
| 3.    | Gyulai SE                   | 6 | 1  | 2 | 3 | 9  | 13 | −4  | 4 |                         | 0–3 | 1–0 | —    | 4–4  |       |
| 4.    | Szegedi VSE                 | 6 | 1  | 2 | 3 | 9  | 23 | −14 | 4 |                         | 0–5 | 2–1 | 2–2  | —    |       |

VII. csoport
| Hely. | Csapat               | M | Gy | D | V | G+ | G– | Gk  | P  | Továbbjutás vagy kiesés |     | ZTE | IZZÓ | FŰZ | ZÉP |
| ----- | -------------------- | - | -- | - | - | -- | -- | --- | -- | ----------------------- | --- | --- | ---- | --- | --- |
| 1.    | Zalaegerszegi TE     | 6 | 5  | 0 | 1 | 17 | 4  | +13 | 10 | Az elődöntőbe jutott    |     | —   | 3–0  | 3–0 | 7–0 |
| 2.    | Vasas Izzó           | 6 | 3  | 1 | 2 | 10 | 6  | +4  | 7  |                         |     | 3–0 | —    | 1–2 | 2–0 |
| 3.    | Fűzfő                | 6 | 2  | 1 | 3 | 7  | 11 | −4  | 5  |                         | 1–2 | 0–3 | —    | 4–2 |     |
| 4.    | Zalaegerszegi Építők | 6 | 0  | 2 | 4 | 3  | 16 | −13 | 2  |                         | 0–2 | 1–1 | 0–0  | —   |     |

VIII. csoport
| Hely. | Csapat           | M | Gy | D | V | G+ | G– | Gk  | P | Továbbjutás vagy kiesés |     | SZEOL | SZDÓ | SZEG | SZOL |
| ----- | ---------------- | - | -- | - | - | -- | -- | --- | - | ----------------------- | --- | ----- | ---- | ---- | ---- |
| 1.    | SZEOL            | 6 | 4  | 1 | 1 | 20 | 10 | +10 | 9 | Az elődöntőbe jutott    |     | —     | 2–3  | 7–3  | 3–0  |
| 2.    | Szegedi Dózsa    | 6 | 2  | 2 | 2 | 9  | 12 | −3  | 6 |                         |     | 2–2   | —    | 0–2  | 3–3  |
| 3.    | Szeghalmi MEDOSZ | 6 | 2  | 1 | 3 | 10 | 13 | −3  | 5 |                         | 1–3 | 3–0   | —    | 1–3  |      |
| 4.    | Szolnoki MTE     | 6 | 1  | 2 | 3 | 7  | 11 | −4  | 4 |                         | 1–3 | 0–1   | 0–0  | —    |      |

IX. csoport
| Hely. | Csapat              | M | Gy | D | V | G+ | G– | Gk  | P  | Továbbjutás vagy kiesés |      | SBTC | ÓZD | JÁSZ | GYÖN |
| ----- | ------------------- | - | -- | - | - | -- | -- | --- | -- | ----------------------- | ---- | ---- | --- | ---- | ---- |
| 1.    | Salgótarjáni BTC    | 6 | 5  | 1 | 0 | 31 | 10 | +21 | 11 | Az elődöntőbe jutott    |      | —    | 5–3 | 5–0  | 5–0  |
| 2.    | Ózdi Kohász         | 6 | 2  | 2 | 2 | 20 | 11 | +9  | 6  |                         |      | 4–4  | —   | 11–0 | 2–1  |
| 3.    | Jászapáti TSZ SK    | 6 | 2  | 0 | 4 | 5  | 28 | −23 | 4  |                         | 2–10 | 1–0  | —   | 0–1  |      |
| 4.    | Gyöngyösi Spartacus | 6 | 1  | 1 | 4 | 4  | 11 | −7  | 3  |                         | 1–2  | 0–0  | 1–2 | —    |      |

X. csoport
| Hely. | Csapat                | M | Gy | D | V | G+ | G– | Gk  | P  | Továbbjutás vagy kiesés |     | DAC | ETO | CSOR | IVÁN |
| ----- | --------------------- | - | -- | - | - | -- | -- | --- | -- | ----------------------- | --- | --- | --- | ---- | ---- |
| 1.    | MÁV DAC               | 6 | 6  | 0 | 0 | 21 | 9  | +12 | 12 | Az elődöntőbe jutott    |     | —   | 2–1 | 3–1  | 6–5  |
| 2.    | Rába ETO              | 6 | 3  | 1 | 2 | 16 | 7  | +9  | 7  |                         |     | 0–3 | —   | 1–1  | 7–0  |
| 3.    | Csornai SE            | 6 | 2  | 1 | 3 | 9  | 13 | −4  | 5  |                         | 2–4 | 0–3 | —   | 2–1  |      |
| 4.    | Győrszentiváni TSZ SE | 6 | 0  | 0 | 6 | 8  | 25 | −17 | 0  |                         | 0–3 | 1–4 | 1–3 | —    |      |

XI. csoport
| Hely. | Csapat              | M | Gy | D | V | G+ | G– | Gk | P  | Továbbjutás vagy kiesés |     | DUV | KOM | SIÓ | SZEK |
| ----- | ------------------- | - | -- | - | - | -- | -- | -- | -- | ----------------------- | --- | --- | --- | --- | ---- |
| 1.    | Dunaújvárosi Kohász | 6 | 4  | 2 | 0 | 18 | 9  | +9 | 10 | Az elődöntőbe jutott    |     | —   | 3–3 | 5–2 | 2–2  |
| 2.    | Komlói Bányász      | 6 | 2  | 3 | 1 | 13 | 10 | +3 | 7  |                         |     | 2–3 | —   | 2–2 | 0–0  |
| 3.    | Siófoki Bányász     | 6 | 2  | 1 | 3 | 11 | 18 | −7 | 5  |                         | 0–3 | 2–5 | —   | 4–3 |      |
| 4.    | Szekszárdi Dózsa    | 6 | 0  | 2 | 4 | 5  | 10 | −5 | 2  |                         | 0–2 | 0–1 | 0–1 | —   |      |

XII. csoport
| Hely. | Csapat            | M | Gy | D | V | G+ | G– | Gk  | P  | Továbbjutás vagy kiesés |     | PMSC | KAP | MOH | SELLY |
| ----- | ----------------- | - | -- | - | - | -- | -- | --- | -- | ----------------------- | --- | ---- | --- | --- | ----- |
| 1.    | Pécsi MSC         | 6 | 5  | 1 | 0 | 11 | 1  | +10 | 11 | Az elődöntőbe jutott    |     | —    | 2–0 | 4–0 | 1–0   |
| 2.    | Kaposvári Rákóczi | 6 | 3  | 0 | 3 | 9  | 8  | +1  | 6  |                         |     | 0–1  | —   | 1–2 | 3–2   |
| 3.    | Mohácsi TE        | 6 | 2  | 1 | 3 | 8  | 12 | −4  | 5  |                         | 0–2 | 0–2  | —   | 4–1 |       |
| 4.    | Sellyei KSK       | 6 | 0  | 2 | 4 | 5  | 10 | −5  | 2  |                         | 1–1 | 1–3  | 2–2 | —   |       |

XIII. csoport
| Hely. | Csapat           | M | Gy | D | V | G+ | G– | Gk  | P  | Továbbjutás vagy kiesés |     | DVTK | EDE | DVSC | ZÁH | JÓZS |
| ----- | ---------------- | - | -- | - | - | -- | -- | --- | -- | ----------------------- | --- | ---- | --- | ---- | --- | ---- |
| 1.    | Diósgyőri VTK    | 8 | 6  | 1 | 1 | 37 | 8  | +29 | 13 | Az elődöntőbe jutott    |     | —    | 2–2 | 3–0  | 7–0 | 11–1 |
| 2.    | Edelényi Bányász | 7 | 3  | 3 | 1 | 19 | 13 | +6  | 9  |                         |     | 1–4  | —   | 2–2  | 3–0 | 6–1  |
| 3.    | Debreceni VSC    | 8 | 3  | 3 | 2 | 15 | 14 | +1  | 9  |                         | 2–1 | 3–3  | —   | 2–1  | 4–1 |      |
| 4.    | Záhonyi VSC      | 7 | 2  | 1 | 4 | 16 | 21 | −5  | 5  |                         | 2–5 | ?–?  | 2–2 | —    | 4–1 |      |
| 5.    | Józsai Haladás   | 8 | 1  | 0 | 7 | 7  | 38 | −31 | 2  |                         | 0–4 | 1–2  | 1–0 | 1–7  | —   |      |

XIV. csoport
| Hely. | Csapat                   | M | Gy | D | V | G+ | G– | Gk  | P  | Továbbjutás vagy kiesés |     | KAN | AJKA | HAL | VÁRP | RÉPC |
| ----- | ------------------------ | - | -- | - | - | -- | -- | --- | -- | ----------------------- | --- | --- | ---- | --- | ---- | ---- |
| 1.    | Nagykanizsai Olajbányász | 8 | 5  | 1 | 2 | 25 | 16 | +9  | 11 | Az elődöntőbe jutott    |     | —   | 5–2  | 2–1 | 2–2  | 7–0  |
| 2.    | Ajkai Alumínium          | 8 | 4  | 2 | 2 | 18 | 18 | 0   | 10 |                         |     | 4–3 | —    | 1–0 | 4–1  | 3–2  |
| 3.    | Haladás VSE              | 8 | 4  | 1 | 3 | 16 | 7  | +9  | 9  |                         | 2–3 | 3–0 | —    | 4–0 | 3–0  |      |
| 4.    | Várpalotai Bányász       | 8 | 1  | 4 | 3 | 13 | 18 | −5  | 6  |                         | 2–3 | 3–3 | 1–1  | —   | 3–0  |      |
| 5.    | Répcelaki Bányász        | 8 | 1  | 2 | 5 | 7  | 20 | −13 | 4  |                         | 3–0 | 1–1 | 0–2  | 1–1 | —    |      |

XV. csoport
| Hely. | Csapat          | M | Gy | D | V | G+ | G– | Gk  | P | Továbbjutás vagy kiesés |     | FTC | 22VOL | LEH |
| ----- | --------------- | - | -- | - | - | -- | -- | --- | - | ----------------------- | --- | --- | ----- | --- |
| 1.    | Ferencvárosi TC | 4 | 3  | 1 | 0 | 21 | 3  | +18 | 7 | Az elődöntőbe jutott    |     | —   | 8–0   | 8–1 |
| 2.    | 22. sz. Volán   | 4 | 2  | 0 | 2 | 4  | 12 | −8  | 4 |                         |     | 1–4 | —     | 2–0 |
| 3.    | Lehel SC        | 4 | 0  | 1 | 3 | 2  | 12 | −10 | 1 |                         | 1–1 | 0–1 | —     |     |

XVI. csoport
| Hely. | Csapat                    | M | Gy | D | V | G+ | G– | Gk | P | Továbbjutás vagy kiesés |     | MTK | NAGYH | MÁV |
| ----- | ------------------------- | - | -- | - | - | -- | -- | -- | - | ----------------------- | --- | --- | ----- | --- |
| 1.    | MTK-VM                    | 4 | 3  | 0 | 1 | 11 | 4  | +7 | 6 | Az elődöntőbe jutott    |     | —   | 3–0   | 4–2 |
| 2.    | Nagyhalászi Textiles      | 4 | 2  | 0 | 2 | 3  | 6  | −3 | 4 |                         |     | 2–1 | —     | 0–2 |
| 3.    | Székesfehérvári MÁV Előre | 4 | 1  | 0 | 3 | 4  | 8  | −4 | 2 |                         | 0–3 | 0–1 | —     |     |

XVII. csoport
| Hely. | Csapat            | M | Gy | D | V | G+ | G– | Gk  | P | Továbbjutás vagy kiesés |     | HON | DKIN | TÁLLY |
| ----- | ----------------- | - | -- | - | - | -- | -- | --- | - | ----------------------- | --- | --- | ---- | ----- |
| 1.    | Bp. Honvéd        | 4 | 3  | 0 | 1 | 24 | 1  | +23 | 6 | Az elődöntőbe jutott    |     | —   | 7–0  | 14–0  |
| 2.    | Debreceni Kinizsi | 4 | 2  | 1 | 1 | 6  | 9  | −3  | 5 |                         |     | 1–0 | —    | 4–1   |
| 3.    | Tállyai Építők    | 4 | 0  | 1 | 3 | 2  | 22 | −20 | 1 |                         | 0–3 | 1–1 | —    |       |

XVIII. csoport
| Hely. | Csapat              | M | Gy | D | V | G+ | G– | Gk  | P | Továbbjutás vagy kiesés |     | VID | PÉNZ | DUV |
| ----- | ------------------- | - | -- | - | - | -- | -- | --- | - | ----------------------- | --- | --- | ---- | --- |
| 1.    | Videoton            | 4 | 3  | 0 | 1 | 13 | 2  | +11 | 6 | Az elődöntőbe jutott    |     | —   | 3–0  | 6–1 |
| 2.    | Pénzügyőr           | 4 | 3  | 0 | 1 | 11 | 6  | +5  | 6 |                         |     | 1–0 | —    | 6–1 |
| 3.    | Dunaújvárosi Építők | 4 | 0  | 0 | 4 | 4  | 20 | −16 | 0 |                         | 0–4 | 2–4 | —    |     |

## Elődöntő
I. csoport
| Hely. | Csapat           | M | Gy | D | V | G+ | G– | Gk | P | Továbbjutás vagy kiesés |     | FTC | MTK | PMSC | SBTC |
| ----- | ---------------- | - | -- | - | - | -- | -- | -- | - | ----------------------- | --- | --- | --- | ---- | ---- |
| 1.    | Ferencvárosi TC  | 6 | 4  | 1 | 1 | 12 | 4  | +8 | 9 | A döntőbe jutott        |     | —   | 0–2 | 3–0  | 1–0  |
| 2.    | MTK-VM           | 6 | 4  | 0 | 2 | 16 | 7  | +9 | 8 |                         |     | 0–3 | —   | 6–1  | 6–1  |
| 3.    | Pécsi MSC        | 6 | 1  | 2 | 3 | 8  | 16 | −8 | 4 |                         | 2–2 | 2–0 | —   | 2–2  |      |
| 4.    | Salgótarjáni BTC | 6 | 1  | 1 | 4 | 6  | 15 | −9 | 3 |                         | 0–3 | 0–2 | 3–1 | —    |      |

II. csoport
| Hely. | Csapat                   | M | Gy | D | V | G+ | G– | Gk | P  | Továbbjutás vagy kiesés |     | DVTK | VID | DAC | KAN |
| ----- | ------------------------ | - | -- | - | - | -- | -- | -- | -- | ----------------------- | --- | ---- | --- | --- | --- |
| 1.    | Diósgyőri VTK            | 6 | 5  | 0 | 1 | 13 | 6  | +7 | 10 | A döntőbe jutott        |     | —    | 1–0 | 5–0 | 2–0 |
| 2.    | Videoton                 | 6 | 3  | 0 | 3 | 14 | 7  | +7 | 6  |                         |     | 5–0  | —   | 4–1 | 4–0 |
| 3.    | MÁV-DAC                  | 6 | 2  | 0 | 4 | 10 | 16 | −6 | 4  |                         | 1–4 | 2–0  | —   | 6–2 |     |
| 4.    | Nagykanizsai Olajbányász | 6 | 2  | 0 | 4 | 6  | 14 | −8 | 4  |                         | 0–1 | 3–1  | 1–0 | —   |     |

III. csoport
| Hely. | Csapat              | M | Gy | D | V | G+ | G– | Gk  | P  | Továbbjutás vagy kiesés |     | ÚJP | TBSC | BÉK | SZEOL | DUV |
| ----- | ------------------- | - | -- | - | - | -- | -- | --- | -- | ----------------------- | --- | --- | ---- | --- | ----- | --- |
| 1.    | Újpesti Dózsa       | 8 | 6  | 0 | 2 | 18 | 8  | +10 | 12 | A döntőbe jutott        |     | —   | 2–0  | 8–2 | 3–1   | 2–1 |
| 2.    | Tatabányai Bányász  | 8 | 4  | 2 | 2 | 20 | 11 | +9  | 10 |                         |     | 2–1 | —    | 1–1 | 6–1   | 6–1 |
| 3.    | Békéscsabai Előre   | 8 | 3  | 3 | 2 | 11 | 13 | −2  | 9  |                         | 2–0 | 1–1 | —    | 0–0 | 2–0   |     |
| 4.    | SZEOL AK            | 8 | 2  | 2 | 4 | 9  | 16 | −7  | 6  |                         | 0–1 | 2–3 | 2–1  | —   | 1–1   |     |
| 5.    | Dunaújvárosi Kohász | 8 | 1  | 1 | 6 | 7  | 17 | −10 | 3  |                         | 0–1 | 2–1 | 1–2  | 1–2 | —     |     |

IV. csoport
| Hely. | Csapat           | M | Gy | D | V | G+ | G– | Gk  | P  | Továbbjutás vagy kiesés |     | VAS | HON | CSEP | ZTE | DOR |
| ----- | ---------------- | - | -- | - | - | -- | -- | --- | -- | ----------------------- | --- | --- | --- | ---- | --- | --- |
| 1.    | Vasas SC         | 8 | 5  | 1 | 2 | 13 | 11 | +2  | 11 | A döntőbe jutott        |     | —   | 1–2 | 1–1  | 2–1 | 3–2 |
| 2.    | Bp. Honvéd       | 8 | 5  | 0 | 3 | 17 | 9  | +8  | 10 |                         |     | 2–0 | —   | 1–2  | 2–0 | 5–1 |
| 3.    | Csepel SC        | 8 | 3  | 3 | 2 | 10 | 9  | +1  | 9  |                         | 1–2 | 3–2 | —   | 1–0  | 2–2 |     |
| 4.    | Zalaegerszegi TE | 8 | 3  | 1 | 4 | 7  | 8  | −1  | 7  |                         | 1–2 | 2–1 | 1–0 | —    | 0–0 |     |
| 5.    | Dorogi AC        | 8 | 0  | 3 | 5 | 6  | 16 | −10 | 3  |                         | 1–2 | 0–2 | 0–0 | 0–2  | —   |     |

## Döntő
| Hely. | Csapat          | M | Gy | V | G+ | G– | Gk | P | Továbbjutás vagy kiesés |     | DVTK | FTC | VAS | ÚJP |
| ----- | --------------- | - | -- | - | -- | -- | -- | - | ----------------------- | --- | ---- | --- | --- | --- |
| 1.    | Diósgyőri VTK   | 3 | 2  | 1 | 5  | 4  | +1 | 4 | Kupagyőztes             |     | —    | 0–3 | 1–0 | 4–1 |
| 2.    | Ferencvárosi TC | 3 | 2  | 1 | 6  | 7  | −1 | 4 |                         |     | 3–0  | —   | 0–5 | 3–2 |
| 3.    | Vasas           | 3 | 1  | 2 | 8  | 6  | +2 | 2 |                         | 0–1 | 5–0  | —   | 3–5 |     |
| 4.    | Újpesti Dózsa   | 3 | 1  | 2 | 8  | 10 | −2 | 2 |                         | 1–4 | 2–3  | 5–3 | —   |     |

| 1977. április 6. 15:30 |

| Ferencvárosi TC            | 3–2   | Újpesti Dózsa  |
| -------------------------- | ----- | -------------- |
| Pogány 15' 78' Nyilasi 55' | (1–1) | Fekete 33' 66' |

| Szolnok Nézőszám: 17 000 Játékvezető: Pádár László Asszisztensek: Bártfai Róbert, Makó István |

| 1977. június 13. 17:00 |

| Ferencvárosi TC | 0–5   | Vasas                                        |
| --------------- | ----- | -------------------------------------------- |
|                 | (0–3) | Gass 14' Müller 20' 54' Török 32' Várady 62' |

| Veszprém Nézőszám: 13 000 Játékvezető: Bana Antal Asszisztensek: Nagy Géza, Nagy N. |

| 1977. június 13. 17:00 |

| Újpesti Dózsa | 1–4   | Diósgyőri VTK                    |
| ------------- | ----- | -------------------------------- |
| Bíró 64'      | (0–3) | Tatár 8' Görgei 19' 45' Oláh 80' |

| Gyöngyös Nézőszám: 5000 Játékvezető: Müncz György Asszisztensek: Csernefalvy László, Fehérvári |

| 1977. június 15. 17:00 |

| Ferencvárosi TC               | 3–0   | Diósgyőri VTK |
| ----------------------------- | ----- | ------------- |
| Mészöly P. 32' Magyar 59' 85' | (1–0) |               |

| Eger Nézőszám: 12 000 Játékvezető: Nagy Béla Asszisztensek: Egervári Ferenc, Bártfai Róbert |

| 1977. június 15. 17:00 |

| Vasas                                          | 3–5 (h. u.)     | Újpesti Dózsa                                            |
| ---------------------------------------------- | --------------- | -------------------------------------------------------- |
| Várady 4' 98′ Gass 27' Izsó 47' Kovács I. 115′ | (2–3, 3–3, 3–5) | Bene 8' Nagy L. 24' Kellner 44' Kerekes 97' Fazekas 101' |

| Kecskemét Nézőszám: 12 000 Játékvezető: Lauber Gyula Asszisztensek: Barna József, Balázs János |

| 1977. június 18. 17:00 |

| Diósgyőr  | 1–0   | Vasas |
| --------- | ----- | ----- |
| Tatár 85' | (0–0) |       |

| Hatvan Nézőszám: 7000 Játékvezető: Mohácsi Lajos |

A Diósgyőr MNK-ban szerepelt játékosai: Szabó László (10), Veréb György (10) – Borostyán Mihály (13), Farkas (1), Fekete László (15), Feledi László (10), Fükő Sándor (3), Görgei János (17), Grolmusz Gyula (12), Hajas Imre (13), Kerekes János (3), Koleszárik Sándor (1), Kutasi László (5), Martis Ferenc (1) Oláh Ferenc (16), Polyák József (5), Salamon József (15), Szalai István (7), Szántó Gábor (16), Szűcs István (1), Tatár György (17), Teodoru Borisz (3), Tóth Lajos (7), Váradi Ottó (17)